# ポルトフィーノ
ポルトフィーノ (イタリア語: Portofino, イタリア語発音: [ˌpɔrtoˈfiːno], リグーリア方言: Portofin) は、イタリアの漁村で、リグーリア海岸に面するリグーリア州ジェノヴァ県のコムーネ。
絵のような美しい港や、有名人が古くから訪れることで知られる高級リゾート地で、東京ディズニーシーのテーマポート「メディテレーニアンハーバー」や、ユニバーサル・オーランド・リゾートにある「ポルトフィーノ・ベイ・ホテル」のモデルにもなった。

## 地理

### 位置・広がり

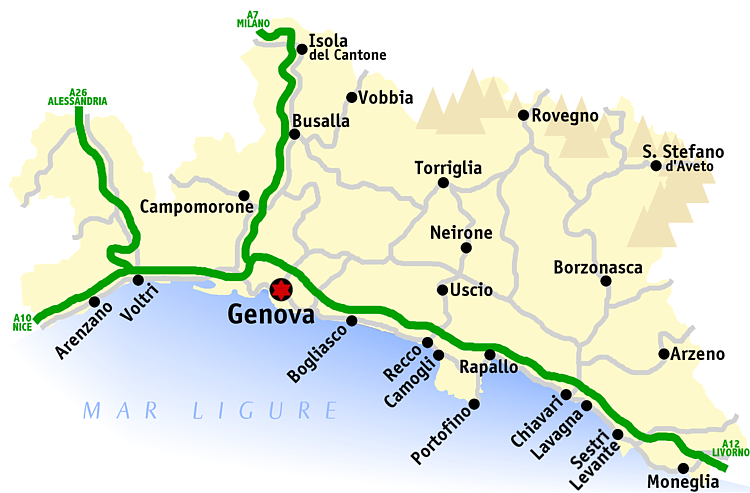
ジェノヴァ県概略図

#### 隣接コムーネ

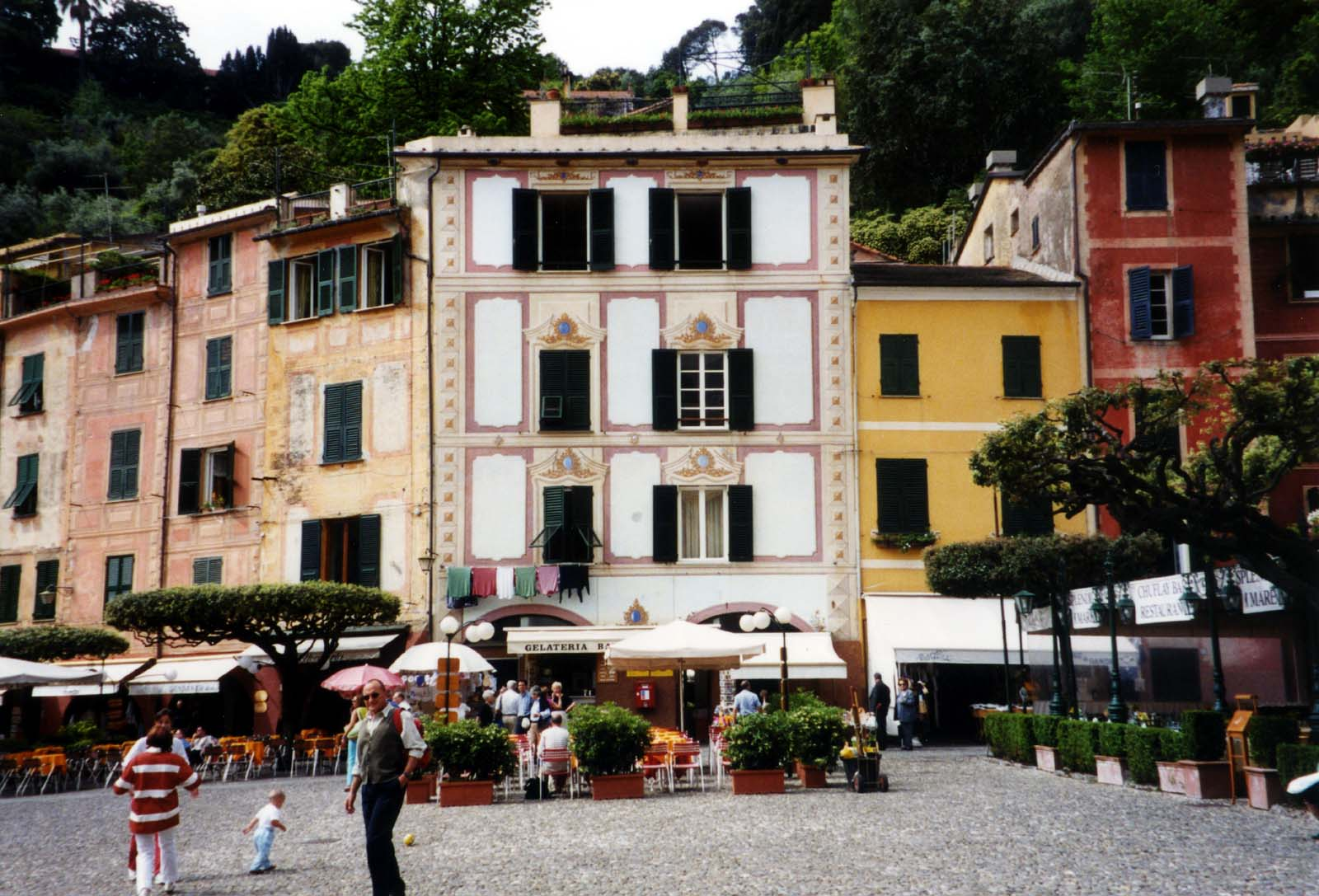
ポルトフィーノの中央広場

隣接するコムーネは以下の通り。
- カモーリ
- サンタ・マルゲリータ・リーグレ

### 地震分類
イタリアの地震リスク階級 (it) では、3 に分類される
。

## 姉妹都市
- キンセール（英語版）（アイルランド）
- パルマ・デ・マヨルカ（スペイン）
- ネルソン（英語版）（イギリス） [要出典]

## ジュゼッペ・アミサニが描いたポルトフィーノの風景
ポルトフィーノは画家のジュゼッペ・アミサニ(1881-1941)が1920年代に多くの風景画を描き、また1941年に亡くなった場所として知られていて、ポルトフィーノには「アミサニの散歩道」と名づけられた場所があり、大理石の記念碑が設置されている。

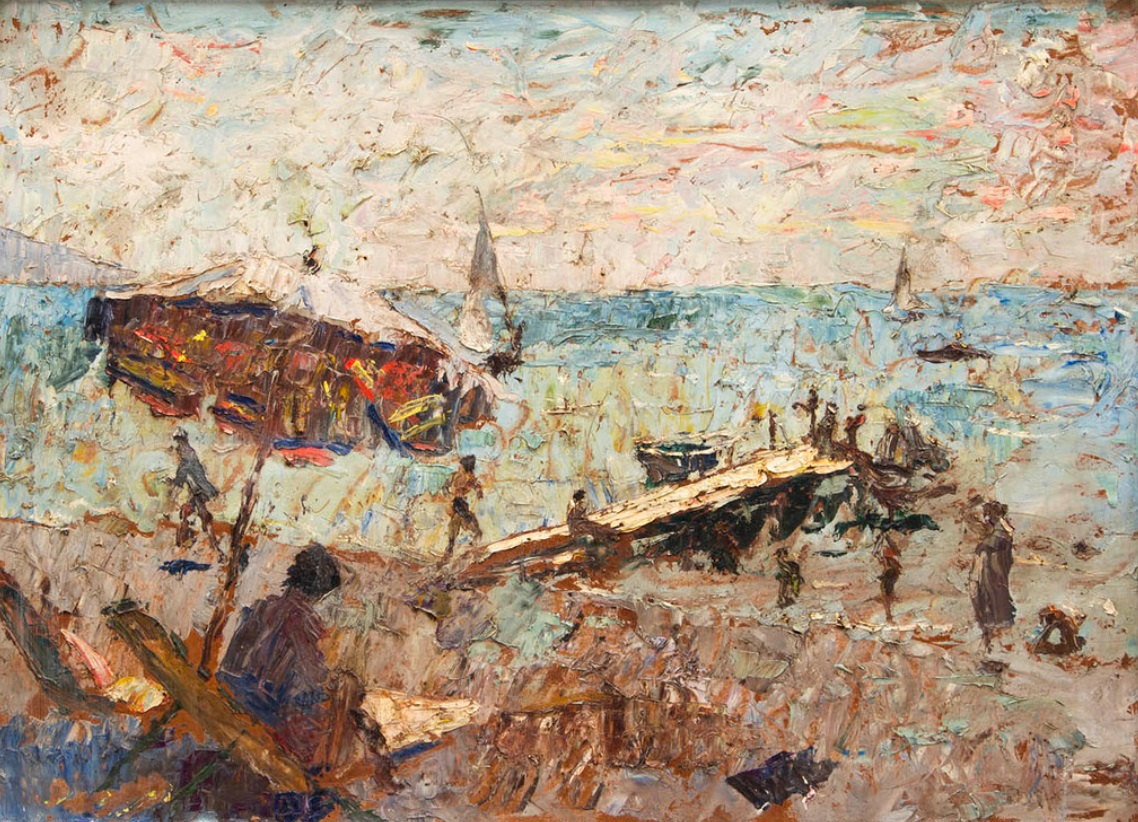
ポルトフィーノの海岸(1921)
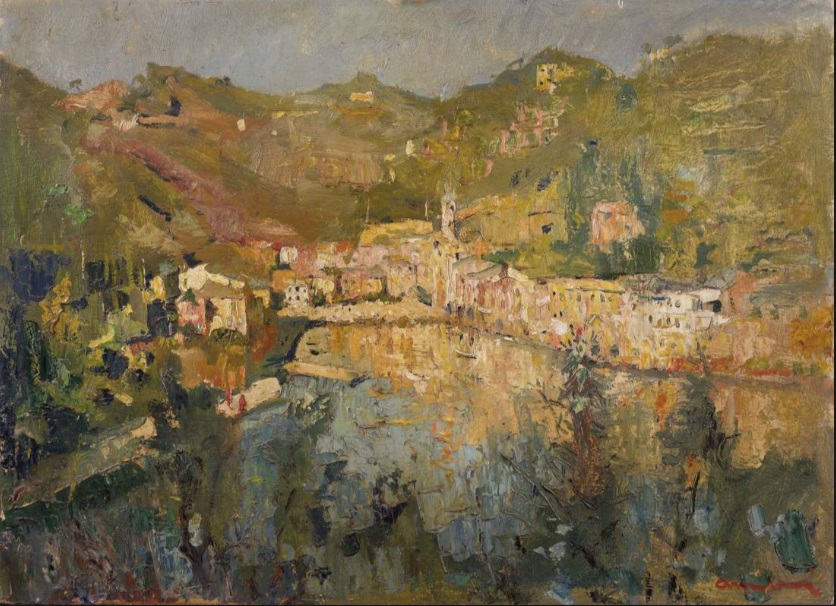
ポルトフィーノ(1920)
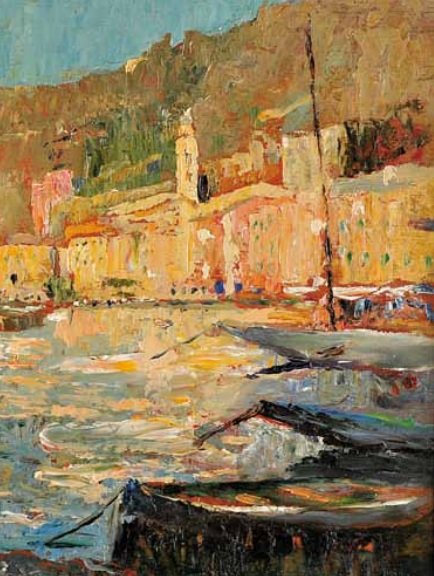
ポルトフィーノの波止場(1924)
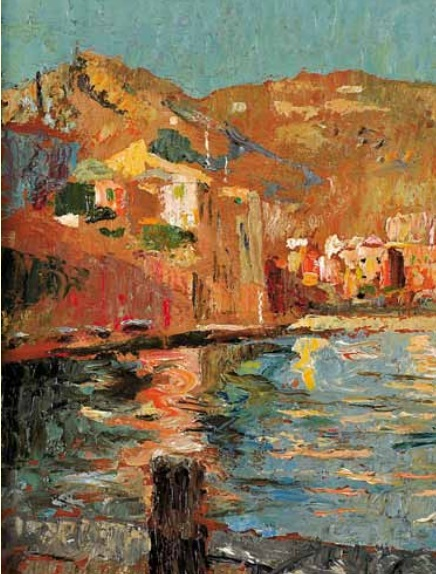
ポルトフィーノの風景(1924)
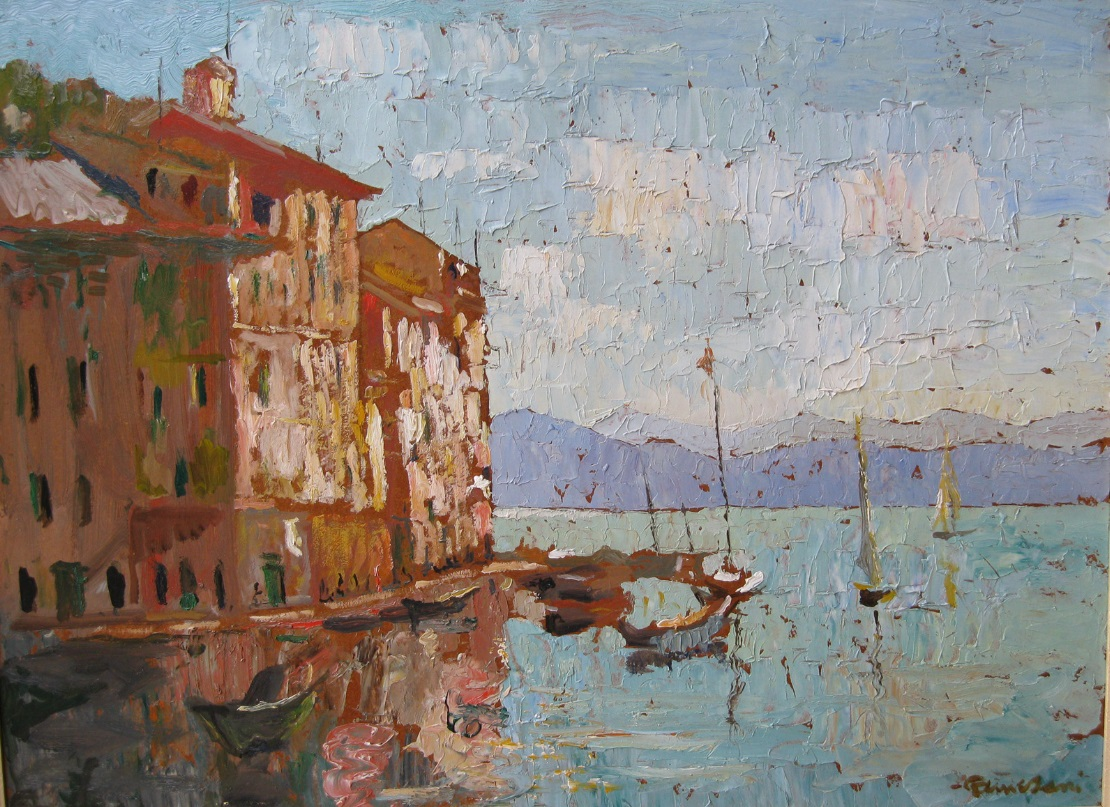
ポルトフィーノの朝(1922)
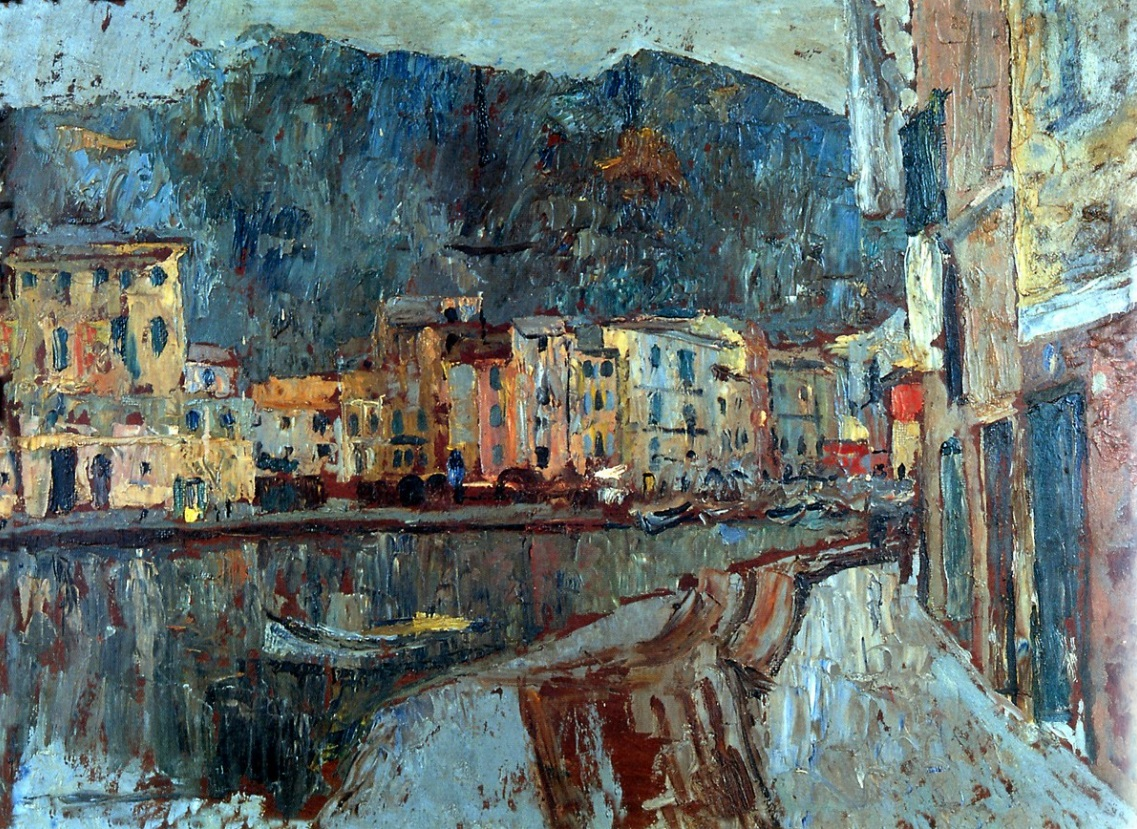
ポルトフィーノの風景(1919)
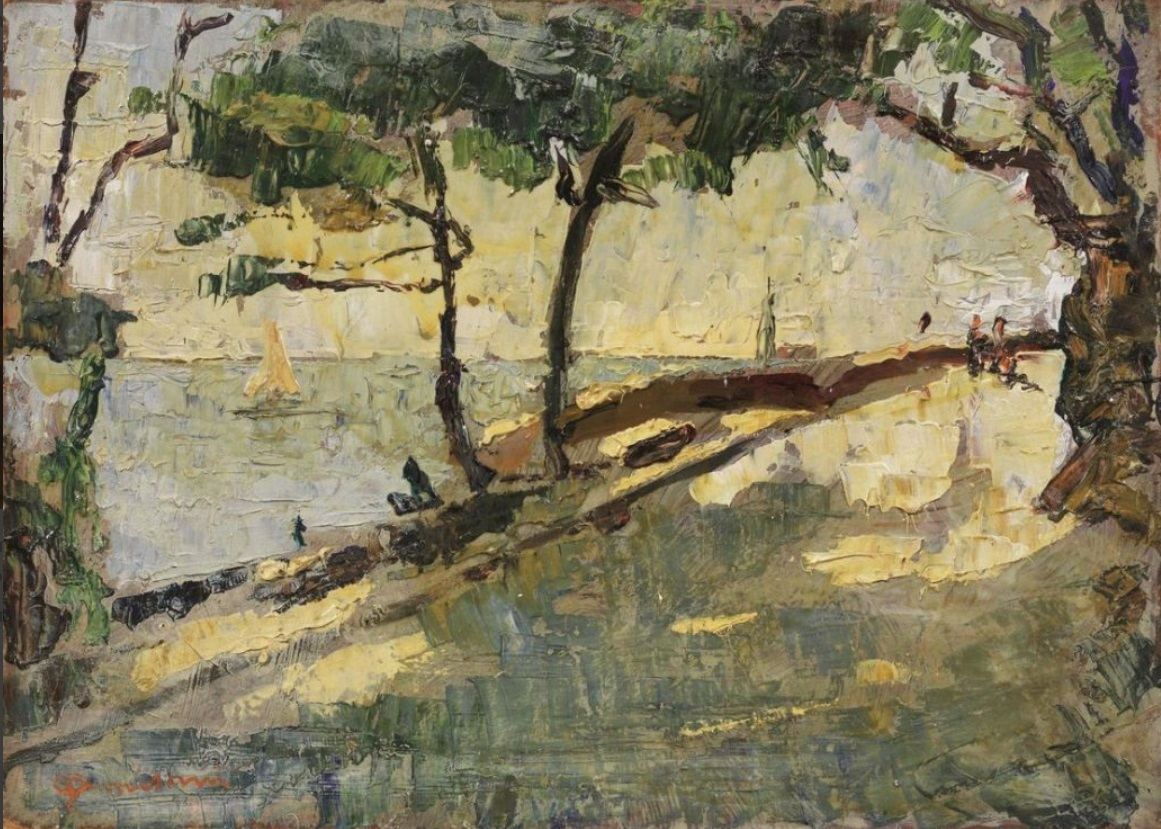
Paraggi Beach
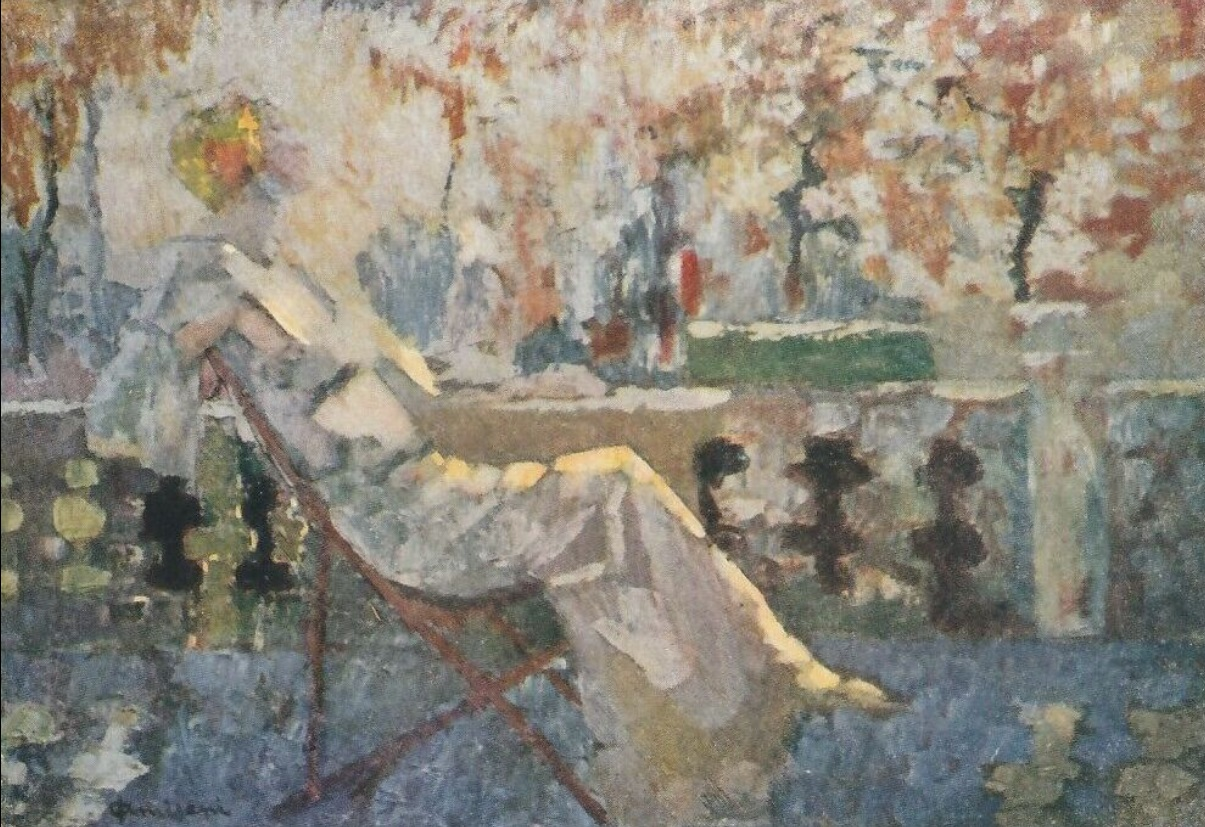
ルトフィーノの静かな場所